# Lymnas cratia
Lymnas cratia är en fjärilsart som beskrevs av William Chapman Hewitson 1874. Lymnas cratia ingår i släktet Lymnas och familjen Riodinidae. Inga underarter finns listade i Catalogue of Life.